# Маяда, Камило
Ками́ло Мая́да (исп. Álvaro Daniel Pereira Barragán; род. 8 января 1991, Саусе, департамент Канелонес) — уругвайский футболист, полузащитник клуба «Пеньяроль» и национальной сборной Уругвая.

## Биография
Камило является воспитанником молодёжной школы «Данубио», в основном составе которого дебютировал 4 октября 2009 года. Он вышел на замену на 73-й минуте в домашней игре чемпионата Уругвая против «Серро» при счёте 3:0 в пользу «дунайцев». Игра завершилась со счётом 4:2. Больше в сезоне 2009/10 Маяда не выступал.
В 2011 году Маяда сыграл в 9 матчах и забил 1 гол на молодёжном (до 20 лет) чемпионате Южной Америки в Перу, где уругвайцы заняли второе место после сборной Бразилии, завоевав путёвку на чемпионат мира. Молодёжный мундиаль состоялся в том же году в Колумбии. Турнир сложился для уругвайцев крайне неудачно — они не сумели выйти из группы. Маяда провёл все три игры группового этапа.
С сезона 2011/12 Камило Маяда стал игроком основы в своём клубе. В 2014 году внёс решающий вклад в завоевание «Данубио» четвёртого титула чемпионов Уругвая. В третьем, «золотом» матче он на 118-й минуте сравнял счёт (2:2) в игре против «Монтевидео Уондерерс», а затем реализовал свой послематчевый пенальти. «Данубио» выиграл в этой серии со счётом 3:2.
7 октября 2014 года был признан лучшим футболистом чемпионата Уругвая 2013/14.
22 января 2015 года Маяда перешёл в аргентинский «Ривер Плейт», завоевавший в декабре 2014 года Южноамериканский кубок за 1,5 млн евро. Контракт рассчитан на три года. Уругваец дебютировал за новую команду в матче за Рекопу Южной Америки против обладателя Кубка Либертадорес 2014 «Сан-Лоренсо де Альмагро». «Ривер» был сильнее в обоих матчах, одержав победы с одинаковым счётом 1:0 и впервые выиграв Рекопу. Маяда принял участие в обоих матчах, выходя на замену во второй половине вторых таймов.
За четыре года выступлений завоевал с «Ривер Плейтом» два Кубка Аргентины, Суперкубок страны, два Кубка Либертадорес (2015, 2018), три Рекопы, Евроамериканский суперкубок, а также Кубок банка Суруга. В 2019 году провёл за команду два матча в Кубке Либертадорес, после чего перешёл в мексиканский «Атлетико Сан-Луис». Бывшие партнёры Маяды дошли до финала континентального турнира, где уступили бразильскому «Фламенго».
5 сентября 2014 года Маяда дебютировал в основной сборной Уругвая в товарищеской игре против Японии (победа Уругвая 2:0). Он вышел на 84-й минуте на замену Мартину Касересу. До конца 2014 года Маяда регулярно выходил в основе сборной и сыграл ещё в трёх товарищеских матчах против азиатских сборных.

## Титулы
- Чемпион Уругвая (1): 2013/14
- Обладатель Кубка Аргентины (2): 2015/16, 2016/17
- Обладатель Суперкубка Аргентины (1): 2018
- Обладатель Кубка Либертадорес (2): 2015, 2018
- Финалист Кубка Либертадорес (1): 2019 (постфактум)
- Обладатель Рекопы Южной Америки (2): 2015, 2016, 2019
- Обладатель Евроамериканского суперкубка (1): 2015
- Обладатель Кубка банка Суруга (1): 2015

## Личные достижения
- Футболист года в Уругвае (чемпионат): 2014